# Campionati mondiali di nuoto masters
I campionati mondiali di nuoto masters sono una competizione di sport acquatici aperta ai nuotatori masters, quindi aperti ad atleti con un'età uguale o superiore a 25 anni e divisi in categorie in base all'età. I campionati si tengono ogni due anni.
Gli sport in programma sono: nuoto, tuffi, pallanuoto, nuoto sincronizzato e nuoto di fondo.

## Edizioni
| Anno | Edizione | Sede              | Paese         | Periodo                    |
| ---- | -------- | ----------------- | ------------- | -------------------------- |
| 1986 | I        | Tokyo             | Giappone      | 12 - 16 luglio             |
| 1988 | II       | Brisbane          | Australia     | 10 - 15 ottobre            |
| 1990 | III      | Rio de Janeiro    | Brasile       | 6 - 13 agosto              |
| 1992 | IV       | Indianapolis      | Stati Uniti   | 25 giugno - 5 luglio       |
| 1994 | V        | Montréal          | Canada        | 4 - 10 luglio              |
| 1996 | VI       | Sheffield         | Regno Unito   | 23 giugno - 3 luglio       |
| 1998 | VII      | Casablanca        | Marocco       | 19 - 30 giugno             |
| 2000 | VIII     | Monaco di Baviera | Germania      | 29 luglio - 4 agosto       |
| 2002 | IX       | Christchurch      | Nuova Zelanda | 21 marzo - 3 aprile        |
| 2004 | X        | Riccione          | Italia        | 1 - 13 giugno              |
| 2006 | XI       | Stanford          | Stati Uniti   | 4 - 17 agosto              |
| 2008 | XII      | Perth             | Australia     | 18 - 24 aprile             |
| 2010 | XIII     | Göteborg          | Svezia        | 30 luglio - 7 agosto       |
| 2012 | XIV      | Riccione          | Italia        | 3 - 17 giugno              |
| 2014 | XV       | Montréal          | Canada        | 2 - 9 agosto               |
| 2015 | XVI      | Kazan'            | Russia        | 9 - 16 agosto              |
| 2017 | XVII     | Budapest          | Ungheria      | 7 - 20 agosto              |
| 2019 | XVIII    | Gwangju           | Corea del Sud | 5 - 18 agosto              |
| 2023 | XIX      | Kyūshū            | Giappone      | 3 - 11 agosto 2023         |
| 2024 | XX       | Doha              | Qatar         | 23 febbraio - 3 marzo 2024 |